# Glympis arenalis
Glympis arenalis är en fjärilsart som beskrevs av Walker 1865. Glympis arenalis ingår i släktet Glympis och familjen nattflyn. Inga underarter finns listade i Catalogue of Life.